# Turó de Gardeny
El turó de Gardeny és un turó de 198 m d'altitud ubicat a la ciutat de Lleida.